# Julella lactea
Julella lactea är en lavart som först beskrevs av A. Massal., och fick sitt nu gällande namn av M. E. Barr. Julella lactea ingår i släktet Julella och familjen Thelenellaceae.   Inga underarter finns listade i Catalogue of Life.